# Алонсо Пиментель-и-Энрикес
 Алонсо Пиментель и Энрикес (исп. Alonso Pimentel y Enríquez; около 1413 — 21 февраля 1461, Бенавенте) — кастильский дворянин и военный офицер, 3-й граф де Бенавенте (1440—1461) и 2-й граф де Майорга (1437—1461).

## Биография
Второй сын Родриго Алонсо Пиментеля, 2-го графа Бенавенте (+ 1440), сеньора Майорги и Вильялон-де-Кампос, и Леонор Энрикес де Мендоса, дочери Альфонсо Энрикеса, адмирала Кастилии, и Хуаны де Мендоса (1360—1431), дочери Педро Гансалеса де Мендосы (+ 1385), 9-го сеньора де Мендоса, и Альдонсы Айялы.
Он был сеньором Вильялон-де-Кампос, Аренас и других мест и сменил своего отца в графстве Бенавенте и своего старшего брата Хуана Алонсо Пиментеля-и-Энрикеса в графстве Майорга, когда он умер без наследства. Он оставался на службе у короля Кастилии Хуана II, а затем у его сына Энрике IV, который утвердил его в 1455 году как одного из грандов Кастилии.

## Брак и потомство
Он женился в 1439 году на Марии де Киньонес и Акуньи, дочери Диего Фернандеса де Киньонеса (1370—1444/1445), 4-го сеньора де Луна, и его жены Марии де Толедо. Они были родителями:
- Родриго Алонсо Пиментель (ок. 1441—1499), 4-й граф де Бенавенте и 3-й граф де Майорга (с 1461), затем 1-й герцог де Бенавенте (с 1479). Старший сын и преемник отца
- Леонор Пиментель, 1-й муж — Алонсо де Кастро Осорио (+ 1467), старший сын Педро Альвареса Осорио, 1-го графа Лемоса, 2-й муж — Гарсия Фернандес Манрике де Лара, 1-й маркиз Агилар-де-Кампоо
- Хуан Пиментель-и-Киньонес, сеньор де Альярис, Мильманда, Эль-Больо, Сандианьес и замка Санта-Крус, женат на Хуане де Кастро, сеньоре Вальдеоррас и Мансанеда.
- Педро Пиментель-и-Киньонес (ум. 6 февраля 1505), сеньор де Гордонсильо, Туэрто, Алехо, Нория, из половины Пуэбла-де-Санабрия и рыцарь Ордена Сантьяго, первый раз женился на Франсиске де Альманса, а второй — на Инес Энрикес де Гусман, дочери 2-го графа Ньебла и сестре 1-го герцога Медина-Сидония, родители маркизов Тавары.
- Луис Пиментель-и-Киньонес, епископ Туй (1442—1467).